# Cathédrale Saint-Joseph de Swansea
Cette  cathédrale n’est pas la seule cathédrale Saint-Joseph.
La cathédrale Saint-Joseph de Swansea est la cathédrale catholique du diocèse de Menevia. Elle est située dans la région des Greenhill à Swansea, au pays de Galles.
La construction de la cathédrale a été lancée par le Père Wulstan Richards en 1875. Elle a été conçue par Peter Paul Pugin, son édification a pris deux ans pour un coût de 10 000 £. Le bâtiment a été ouvert au public le 25 novembre 1888 alors qu'il était encore en construction. Il s'agit d'un bâtiment classé Grade II. 
Construite à l'origine comme une église, elle a été convertie en une cathédrale en 1987 lors de la création du diocèse de Menevia.

## Source
- (en) Cet article est partiellement ou en totalité issu de l’article de Wikipédia en anglais intitulé « St Joseph's Cathedral, Swansea » (voir la liste des auteurs).